# اقتصاد تگزاس

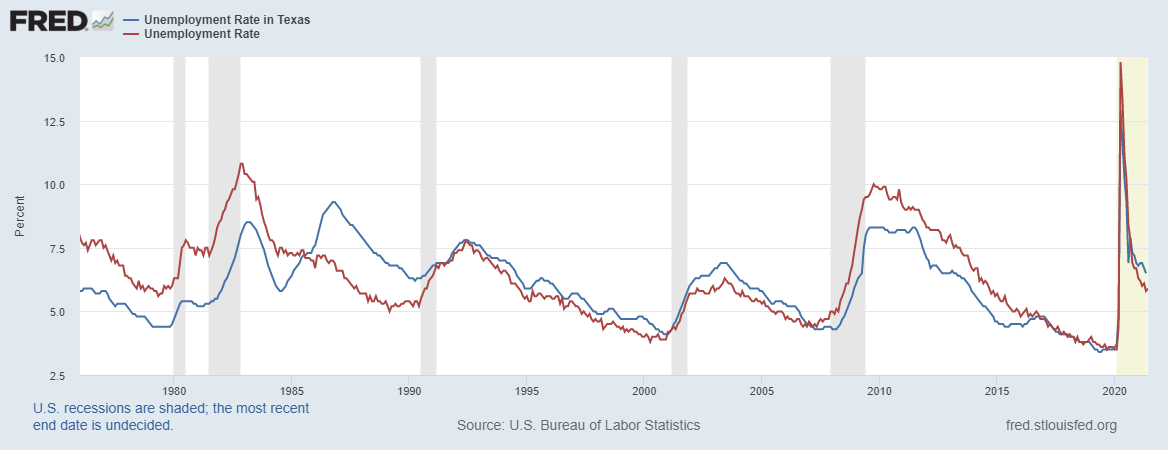
نرخ بیکاری در ایالات متحده(سُرخ) نرخ بیکاری در ایالت تگزاس(آبی)

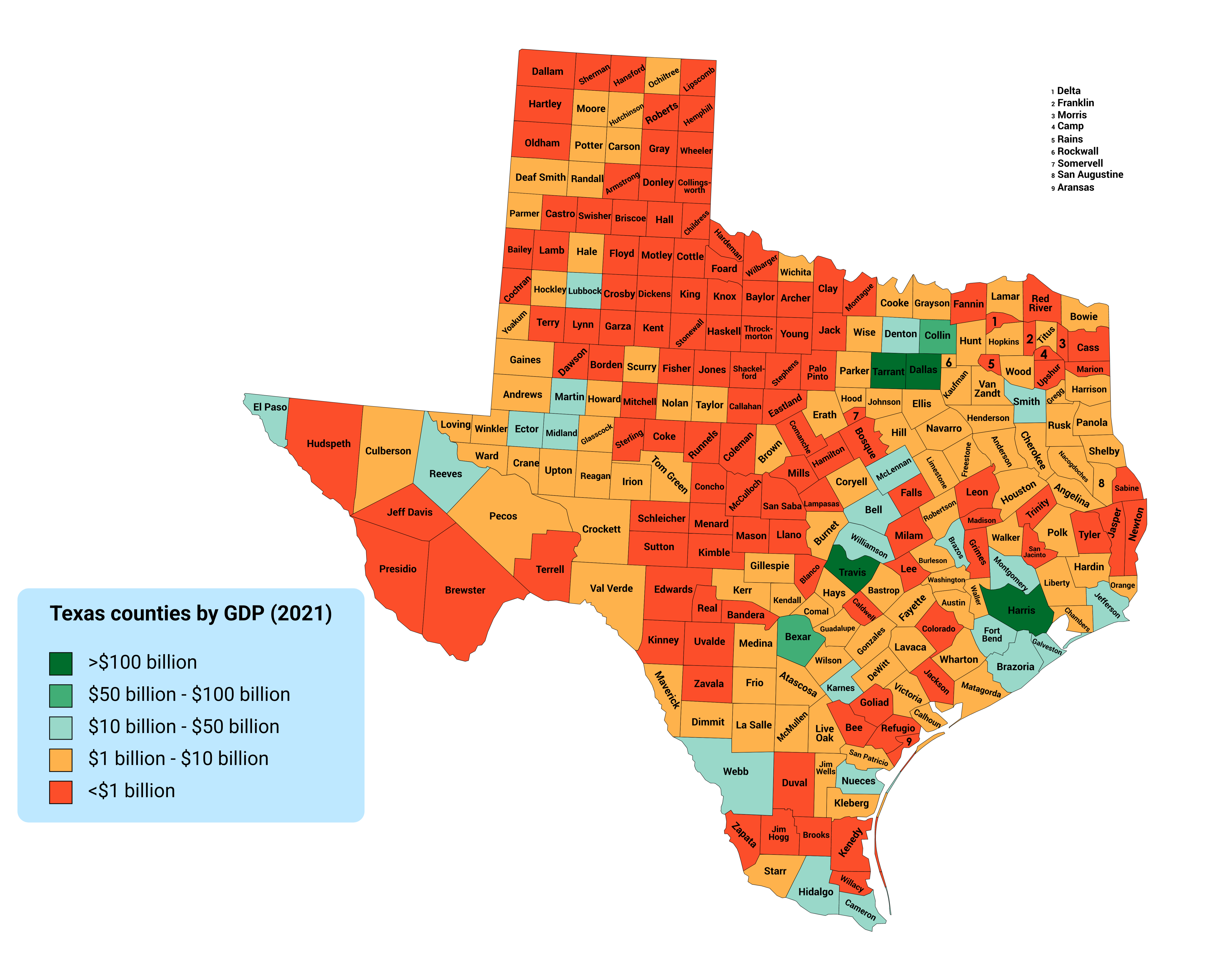
شهرستان های تگزاس،برپایه تولید ناخالص داخلی.

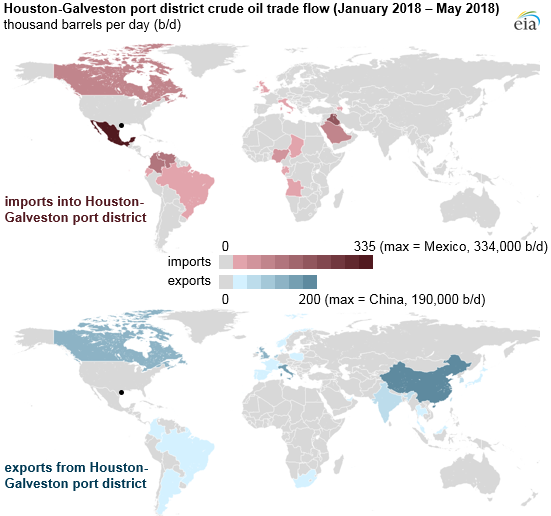
کشورهای صادرکننده و واردکننده و میزان صادرات (آبی) و واردات (قرمز) آنها به تگزاس از طریق بندر هیوستون در سال ۲۰۱۸

اقتصاد تگزاس هشتمین اقتصاد جهان از لحاظ تولید ناخالص داخلی است بطوریکه در سال ۲۰۲۳ این ایالت تولید ناخالص داخلی ۲٫۶۳۶ میلیارد دلار داشت که در مقایسه، بیشتر از تولید ناخالص داخلی کشورهایی چون ایتالیا،برزیل،کانادا، کره جنوبی و روسیه است.
تگزاس همواره از لحاظ تولید ناخالص رتبه دومین بزرگ‌ترین اقتصاد در میان ایالات آمریکا را پس از کالیفرنیا (در رتبه اول) داشته‌است. لیکن تگزاس تقریباً ۳/۴ جمعیت کالیفرنیا را دارد و بر خلاف کالیفرنیا یک ایالت با سیاست‌های جمهوریخواهانه است. نکته بارز دیگر اینکه تگزاس بر خلاف کالیفرنیا از معدود ایالت‌های آمریکا است که مالیاتی بر درآمد از شرکت‌ها و ساکنان خود دریافت نمی‌کند. تگزاس در این زمینه یکی از تنها ۷ ایالت آمریکاست که از ساکنین حقیقی و حقوقی خود مالیاتی نمی‌گیرد و این باعث شده تا تگزاس از این لحاظ به یک ایالت مناسب و قطب تجارت (business friendly) معروف گردد.
مؤسسه Fraser Institute در گزارشی تحت عنوان «Economic Freedom in North America» تگزاس را از نظر «جو اقتصادی» در رتبهٔ دوم آمریکا در سال ۲۰۱۸ قرار داد در حالیکه نشریه Chief Executive تگزاس را در سال ۲۰۱۸ و ۲۰۱۹ در مکان نخست از نظر جو مساعد اقتصادی قرار داد. این موضوع، و نیز سیاست‌های دوستانه برای بازار آزاد در تگزاس باعث گردیده که این ایالت در سال ۲۰۲۰، ۵۴ شرکت از لیست شرکت‌های فورچون ۵۰۰ را در خود جای دهد، که این رقم (پس از نیویورک) بیش از سایر ایالات آمریکا بوده‌است.
میزان نرخ بیکاری تگزاس در سال ۲۰۱۹ در حدود ۳٫۵٪ گزارش شده که در مقایسه با سایر ایالات در وضع خوبی بوده‌است. از دیگر نقاط قوت تگزاس می‌توان ارزانی نسبی مسکن و زمین، موقعیت جغرافیایی مناسب (داشتن بندر بین‌المللی و نیز مرز زمینی با مکزیک و در نتیجه وجود تسهیلات برای تجارت مداوم با کشورهای دیگر) و نیز منابع طبیعی و ثروت زیاد این ایالت بطور کلی نام برد.
اما این ثروت توزیع ایده‌آلی ندارد و نقاط ضعف اقتصاد تگزاس را وضعیت نابسامان بیمه پزشکی، پایین بودن مواجب و حقوق‌ها، و عدم توسعه کافی سیستم زیربنایی (همانند امکانات سریع حمل و نقلی) می‌توان دانست. در سال ۲۰۱۹، درآمد میانه هر خانوار در تگزاس ۵۹٬۲۰۶ دلار در سال گزارش شد که با مقایسه با رقم مشابه سطح میانگین کشور آمریکا (۶۰٬۳۳۶ دلار در سال) میزان کمتری است. ۱۴٫۹٪ تگزاسیان در زیر خط فقر (بر طبق تعریف دولت فدرال) زندگی می‌کنند، در حالیکه این رقم برای آمریکا در مجموع ۱۱٫۸٪ است.
با این حال، خرج زندگی نسبتاً پایین و وضعیت مساعد اقتصادی ایالت در سال‌های رکود بحران مسکن آمریکا باعث گردید که تگزاس در سال ۲۰۰۸ کماکان در مقایسه با دیگر ایالات آمریکا در وضعیت نسبتاً بهتری قرار داشته باشد، بطوریکه در حالیکه سه چهارم ایالات آمریکا در سال‌های ۲۰۰۹–۲۰۱۰ با کسری بودجه مواجه بودند، تگزاس از نادر ایالاتی بود که سال ۲۰۰۹ را با مازاد بودجه (۱۱ میلیارد دلار) آغار گردانید. با اینحال انتظار می‌رود که تگزاس نهایتاً همانند دیگر ایالات، تحت تأثیر رکود اقتصاد کشوری به دلیل ویروس کوید-۱۹ قرار گیرد. اینکه تگزاس چگونه با مشکلات رکود اقتصاد آمریکا روبرو گشته و از این چالش با شکست یا پیروزی خارج شود بستگی به عواملی چون تصمیمات و سیاست‌های دولت تگزاس در سال‌های آتی خواهد داشت.

## نوع اقتصاد

تولید انرژی بادی در آمریکا در سال ۲۰۱۸ و پیشتازی تگزاس در میان ۵۰ ایالت آمریکا

اقتصاد تگزاس بر مبنای خدمات، فناوری اطلاعات، صنایع نفت و گاز، و کشاورزی است. ۷۰٪ تولید بخش خصوصی تگزاس در حوزه بخش خدمات می‌باشد. از ۵۰ تا پر درآمدترین شرکت‌های فورچن ۵۰۰، شش شرکت در تگزاس مستقراند. این شرکت‌ها عبارت‌اند از: اگزان موبیل، کونوکوفیلیپس، هالیبرتون، والرو انرجی، ماراتان اویل، ای‌تی‌اندتی، و دل کامپیوترز. از شرکت‌های بزرگ دیگر آمریکایی که در تگزاس مستقراند می‌توان هواپیمایی ساوث وست، امریکن ایرلاینز، کنتیننتال ایرلاینز، و شرکت غذایی سیسکو را نام برد.

### صنعت گردشگری
یکی از شعارهای مشهور تگزاس (برای تبلیغات در جذب گردشگر) شعار زیر بوده‌است:
تگزاس واسهٔ خودش یک کشور است.
این شعار اشاره به تاریخ تگزاس دارد که در آن تگزاس مدت کوتاهی یک کشور مستقل بنام جمهوری تگزاس بود.
صنعت گردشگری در تگزاس یک صنعت با درآمدی ۸۰ میلیارد دلاری (ارقام سال ۲۰۱۸) و ۶۵۳٬۰۰۰ شاغل (در سال ۲۰۱۵) است. در سال ۲۰۱۵ بیش از ۲۵۵ میلیون نفر از این ایالت برای بازدید از ۲۸۰۰ مکان ثبت تاریخی به تگزاس سفر کردند.

### تولید انرژی
تگزاس (با تولید ۱/۸ میلیارد بشکه نفت در سال) در تولید نفت و گاز در آمریکا رتبه نخست دارد بطوریکه ۳۰٪ ظرفیت پالایش و ۷۵٪ ظرفیت تولید پتروشیمی آمریکا در تگزاس قرار دارد.
تگزاس یک سوم ذخایر نفت اثبات شدهٔ آمریکا، و ۲۰ میلیارد بشکه نفت ذخیره اثبات شده دارد. از همین روست که مراکز شرکتهای بزرگی همچون اگزان موبیل، کونوکوفیلیپس، هالیبرتون، والرو انرجی، و ماراتان اویل همگی در این ایالت مستقرند؛ و به دلیل همین سابقه طولانی است که بسیاری از بازارهای جهانی هنوز از وست تگزاس اینترمیدیت به عنوان نفت شاخص در قیمت‌گذاری‌ها استفاده می‌کنند.
اما تگزاس در تولید انرژی‌های دیگر نیز در آمریکا پیشتاز است. در سال ۲۰۱۹ ایالت تگزاس در تولید انرژی به‌وسیله توربین‌های بادی با نزدیک به ۲۹٬۰۰۰ مگاوات انرژی تولید شده در میان ایالات متحده رتبه اول را دارا بود. تگزاس در سال ۲۰۱۹ نزدیک به ۲۶٪ برق خود را از باد بدست آورد، و تگزاس اکنون یکی از بزرگترین مزرعه‌های بادی جهان را با ۷۸۲ مگاوات ظرفیت و بیش از ۶۰۰ توربین در روستایی بنام راسکو در اختیار دارد.
ایالت تگزاس ۲ نیروگاه هسته‌ای دارد: نیروگاه هسته‌ای کومانچه پیک و نیروگاه هسته‌ای جنوب تگزاس.

## صادرات تگزاس
تگزاس با بیش از ۳۳۰ میلیارد دلار صادرات (در سال ۲۰۱۹)، نزدیک به بیست سال است که در صدر بزرگ‌ترین صادرکنندگان در میان پنجاه ایالت آمریکا قرار گرفته‌است. این رقم ۲۰٪ کل صادرات آمریکا را تشکیل می‌دهد.
در سال ۲۰۱۹، بزرگترین کشورهای واردکننده از تگزاس و درصد سهم آنان از صادرات کل تگزاس عبارت بودند از:
| رتبه | کشور          | صادرات از تگزاس (میلیارد دلار) | سهم درصدی از کل صادرات تگزاس |
| ۱    | مکزیک         | ۱۰۸٫۵                          | ۳۲٫۹٪                        |
| ۲    | کانادا        | ۲۸٫۴                           | ۸٫۶٪                         |
| ۳    | کره جنوبی     | ۱۶٫۹                           | ۵٫۱٪                         |
| ۴    | برزیل         | ۱۶٫۵                           | ۴٫۱٪                         |
| ۵    | هلند          | ۱۱٫۷                           | ۳٫۵٪                         |
| ۶    | ژاپن          | ۱۱٫۴                           | ۳٫۴٪                         |
| ۷    | چین           | ۱۱                             | ۳٫۳٪                         |
| ۸    | پادشاهی متحده | ۹٫۷                            | ۲٫۹٪                         |
| ۹    | هندوستان      | ۸٫۸                            | ۲٫۶٪                         |
| ۱۰   | تایوان        | ۸٫۵                            | ۲٫۶٪                         |

در سال ۲۰۰۹، مهم‌ترین صادرات تگزاس عبارت بودند از:
| رتبه | کالای صادر شده               | میزان صادر شده به میلیون دلار |
| ۱    | محصولات رایانه‌ای و الکترونیک | ۳۲٬۰۸۱                        |
| ۲    | محصولات دارویی و شیمیایی     | ۳۰٬۹۹۱                        |
| ۳    | ماشین‌آلات                    | ۲۳٬۷۹۲                        |
| ۴    | فراورده‌های نفتی و زغال‌سنگ    | ۲۱٬۴۱۶                        |
| ۵    | تجهیزات حمل و نقل            | ۱۴٬۳۷۸                        |
| ۶    | لوازم برقی، خانگی، و یدکی    | ۵٬۵۵۱                         |
| ۷    | محصولات ثانویه فلزی          | ۵٬۵۱۹                         |
| ۸    | محصولات اولیه فلزی           | ۴٬۹۵۹                         |
| ۹    | صادرات کشاورزی               | ۳٬۹۸۷                         |
| ۱۰   | صنایع دیگر                   | ۳٬۶۴۴                         |
| ۱۱   | متفرقه                       | ۱۶٬۷۲۹                        |
|      | مجموع                        | ۱۶۳٬۰۴۶                       |

## اقتصاد شهرها
تگزاس از نظر اقتصاد شهری، ۲ قطب مهم دارد: هیوستون و دالاس-فورت وورث. شهرهای آستین و سن آنتونیو نیز دارای حضور قابل محسوسی نیز می‌باشند.
شهر هیوستن دارای بزرگ‌ترین مرکز درمانی دنیا به نام مرکز درمانی تکزاس می‌باشد. مرکز فضایی جانسون ناسا نیز در شهر هیوستن واقع است. اما مهم‌ترین صنعت این شهر، صنعت نفت و تولید انرژی است که در کشور از شهرهای دیگر همواره در پیش بوده‌است. فرودگاه بین قاره‌ای جرج بوش هیوستون نیز در رده ششم جهان از نظر جابجایی محموله و مسافر می‌باشد.
دالاس-فورت وورث دارای صنعت فعال هوانوردی و صنایع الکترونیک است. این شهر محل ساخت بالگردهای بل هلیکاپتر، اف-۳۵ لایتنینگ ۲، بالگرد اوسپری (با مرکز مونتاژ در آماریلو)، و هواپیماهای اف-۱۶ است، و محل فرودگاه بین‌المللی دالاس-فورت ورث است که ششمین پر رفت‌وآمدترین فرودگاه جهان می‌باشد. دالاس در میان شهرهای جهان با بیشترین تعداد میلیاردرها (۱۵ نفر) است.

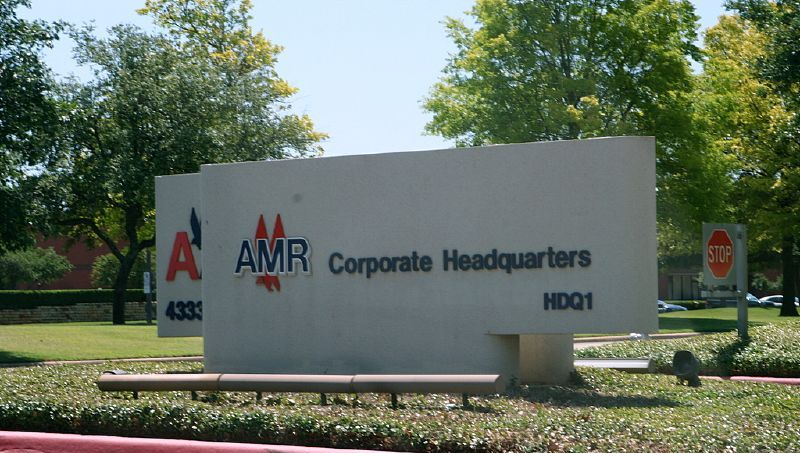
مرکز شرکت امریکن ایرلاینز در حومه دالاس قرار دارد
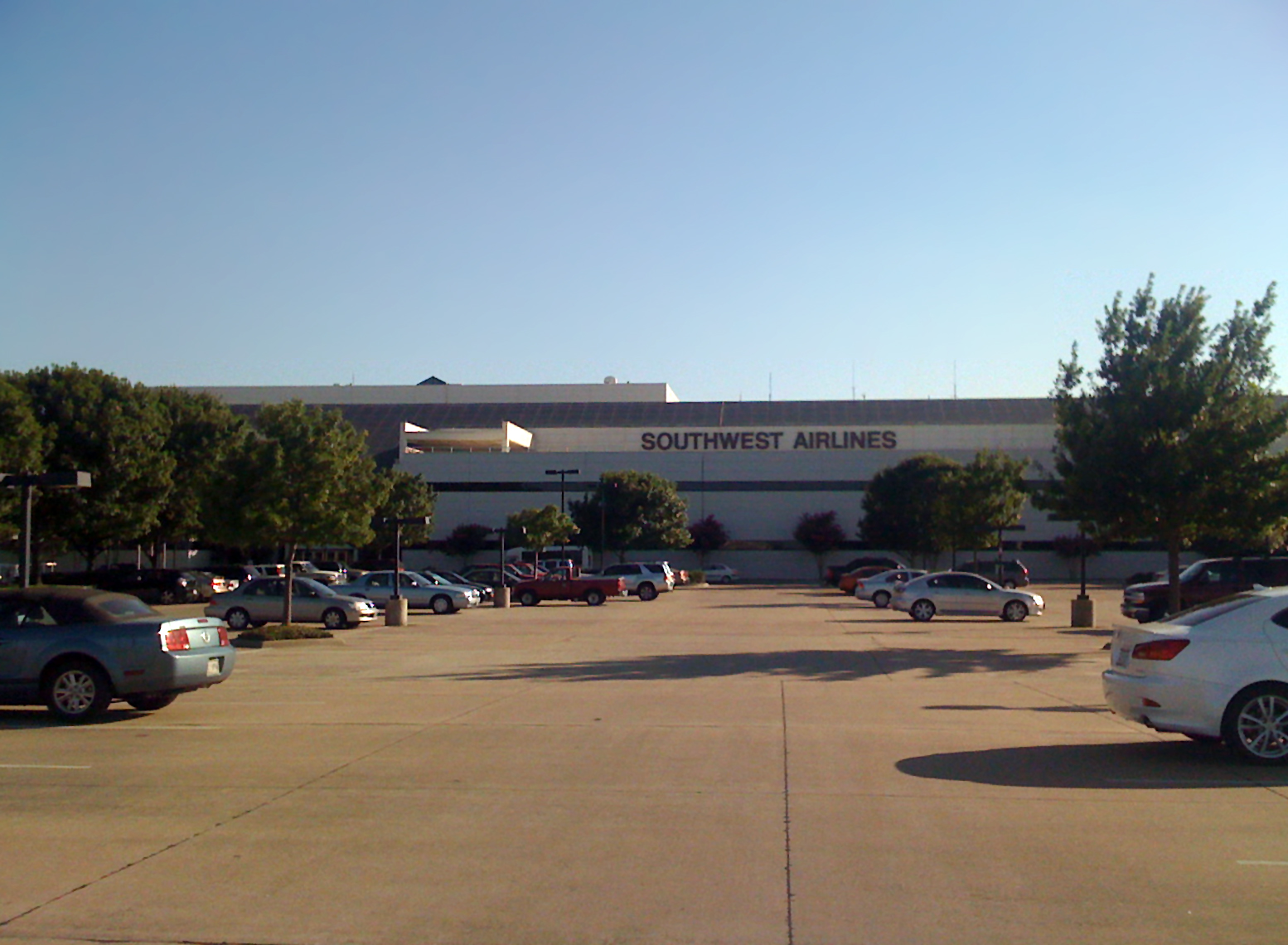
مرکز شرکت ساوت‌وست ایرلاینز در دالاس قرار دارد
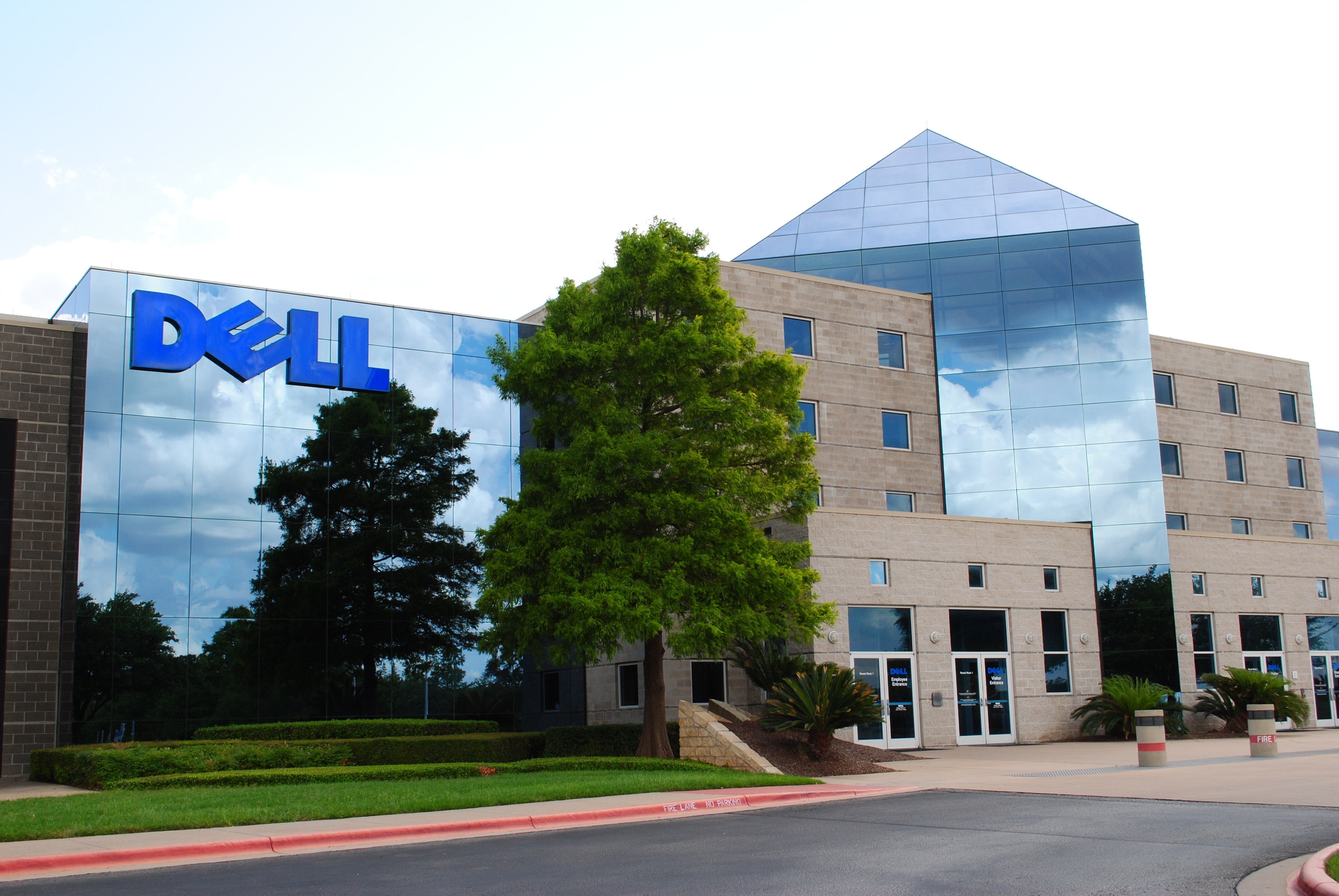
مرکز شرکت دل کامپیوترز در آستین قرار دارد
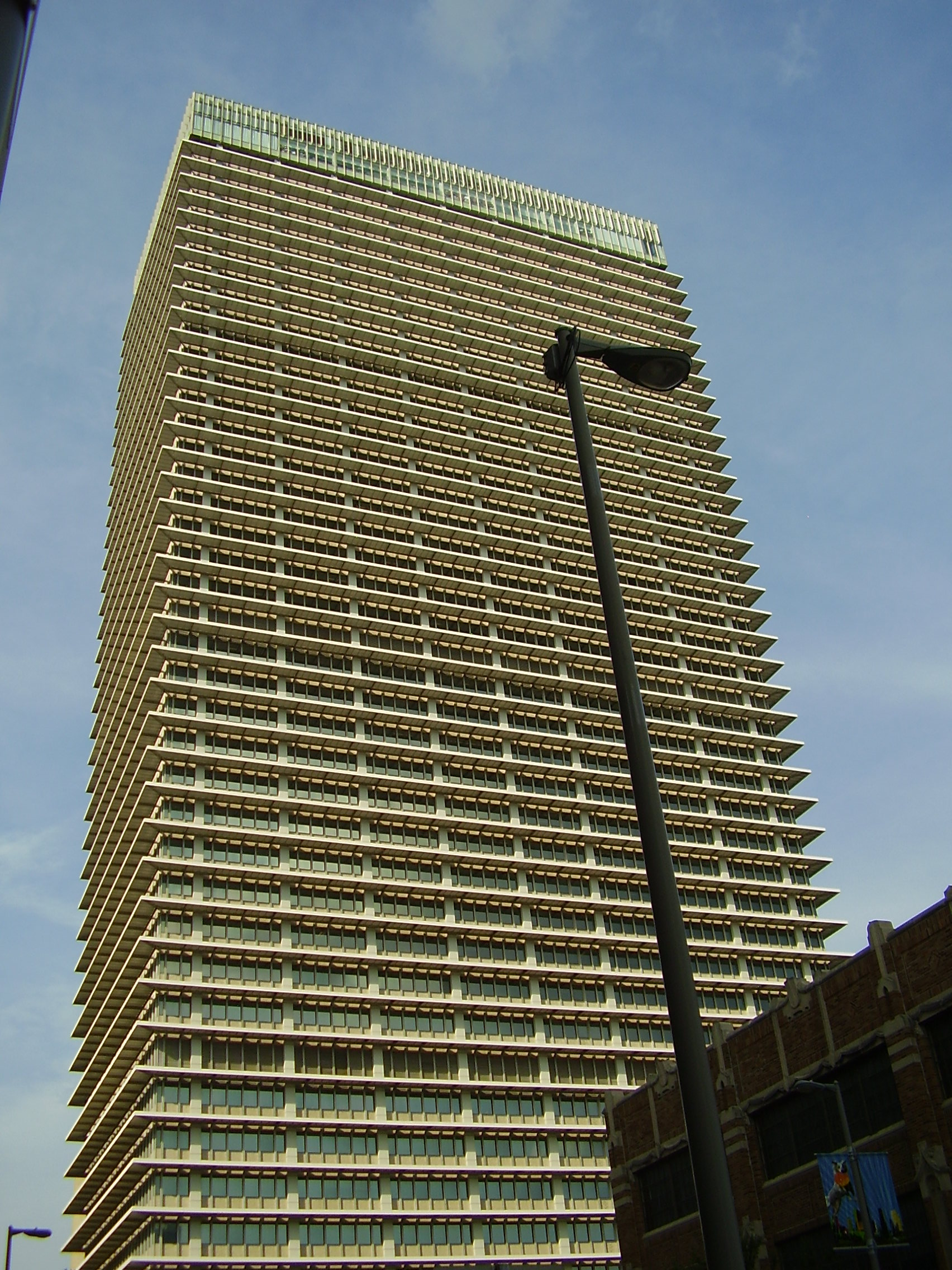
مرکز شرکت نفتی اکسان‌موبیل در هیوستون قرار دارد
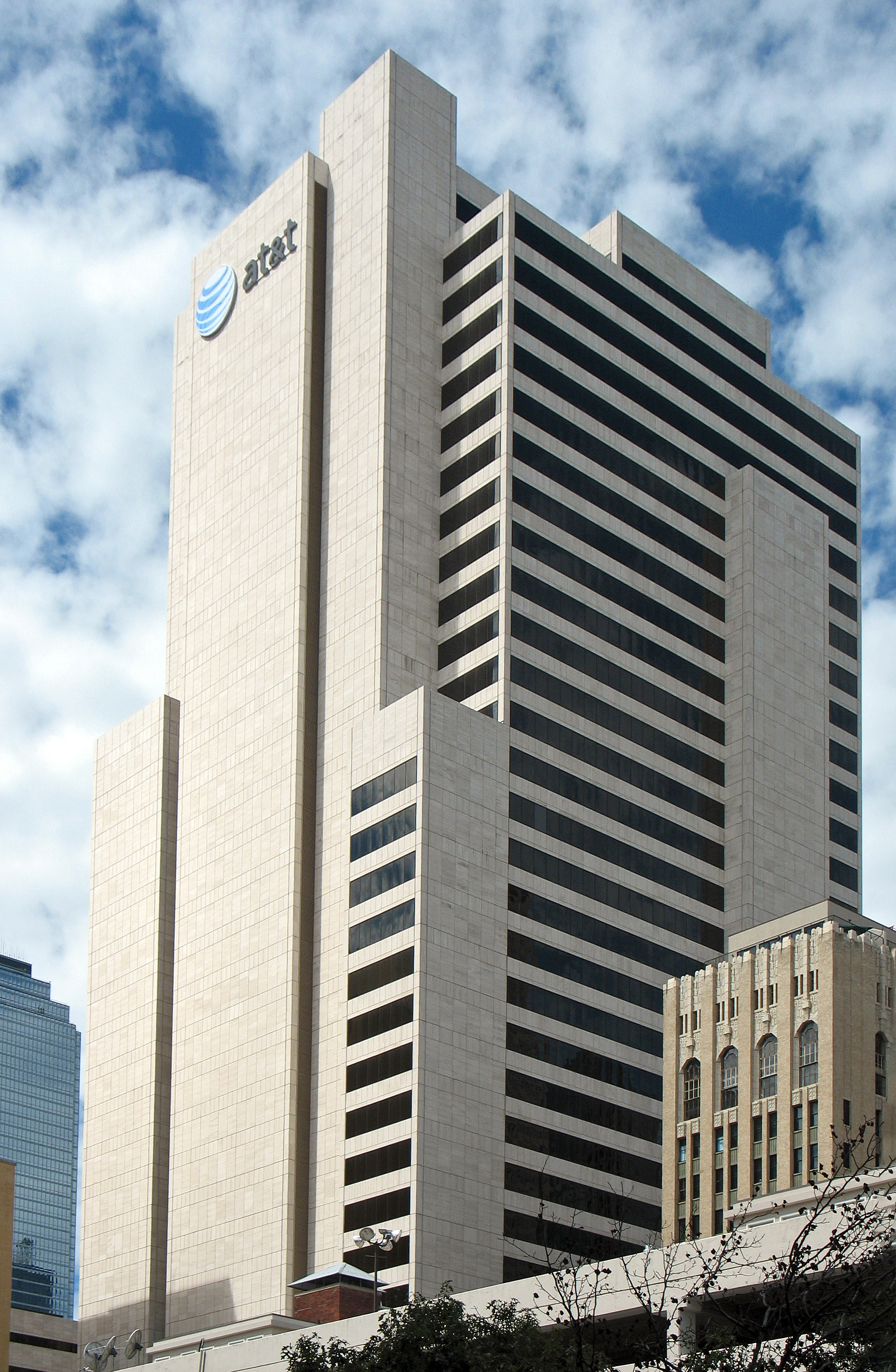
مرکز شرکت مخابراتی ای‌تی‌اندتی در دالاس قرار دارد

آستین مرکز تجمع تعداد زیادی صنایع فناوری پیشرفته و شرکت رایانه‌ای (همانند دل کامپیوترز) است، بطوریکه از آستین و حومه‌اش با لقب «تپه‌های سیلیکان» یاد می‌شود.
سن آنتونیو قلب تاریخی تگزاس بشمار می‌آید و محل استقرار مؤسسه تحقیقات جنوب غربی و مرکز پزشکی جنوب تگزاس و والرو انرجی، بزرگ‌ترین شرکت پالایشگری قارهٔ آمریکای شمالی است. سن آنتونیو یک قطب گردشگری ایالت است. به روایتی، سالی ۲۰ میلیون گردشگر جهت بازدید از قلعه آلامو و رودخانه ریور واک از این شهر بازدید می‌کنند.

## دانشگاه‌ها و مراکز تحقیقاتی
تگزاس ۳۷ دانشگاه و ۵۰ کالج دولتی در ۶ سامانه دانشگاهی بزرگ دارد که والاترین آنها سامانه دانشگاه تگزاس و سامانه دانشگاه ای‌اندام تگزاس می‌باشد. اینها بی شک در پیشبرد اقتصادی ایالت سهم فراوانی داشته‌اند. به ویژه در سال ۲۰۲۰ به گفته نشریه یو اس نیوز:
| دانشگاه                |  | شهر          | نوع   | رتبه سراسری آمریکا |
| دانشگاه رایس           |  | هیوستون      | خصوصی | ۱۷                 |
| دانشگاه تگزاس در آستین |  | آستین، تگزاس | دولتی | ۴۸                 |
| دانشگاه متودیست جنوبی  |  | دالاس        | خصوصی | ۶۴                 |
| دانشگاه تگزاس A&M      |  | کالج استیشن  | دولتی | ۷۰                 |
| دانشگاه بیلور          |  | ویکو         | خصوصی | ۷۹                 |
| دانشگاه تگزاس کریستین  |  | فورت وورث    | خصوصی | ۹۷                 |

و در علوم پزشکی نیز
| دانشگاه                                      |  | شهر         | نوع   | رتبه سراسری آمریکا |
| کالج پزشکی بیلور                             |  | هیوستون     | خصوصی | ۲۲                 |
| مرکز پزشکی دانشگاه تگزاس شعبه جنوب‌غربی       |  | دالاس       | دولتی | ۲۶                 |
| مرکز علوم بهداشت دانشگاه تگزاس در سن آنتونیو |  | سن آنتونیو  | دولتی | ۵۵                 |
| مرکز علوم درمانی دانشگاه تگزاس ای اند ام     |  | کالج استیشن | دولتی | ۷۴                 |
| مرکز علوم درمانی دانشگاه فناوری تگزاس        |  | لاباک       | دولتی | ۹۰                 |
| مرکز درمانی دانشگاه شمال تگزاس               |  | فورت وورث   | دولتی | ۹۴                 |

## نگارخانه

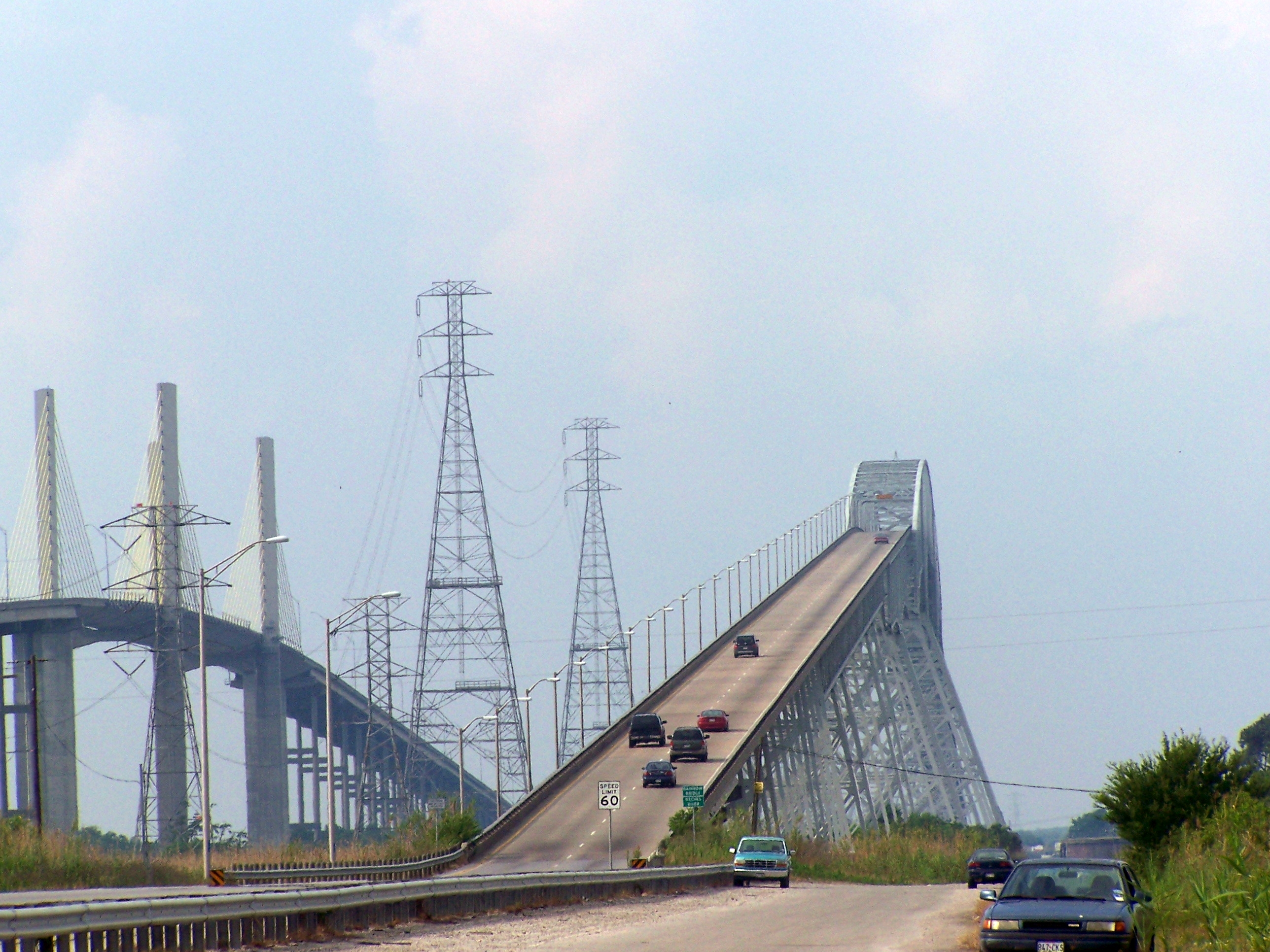
پل رِینبو (رنگین کمان) در حوالی اورنج کانتی، تگزاس
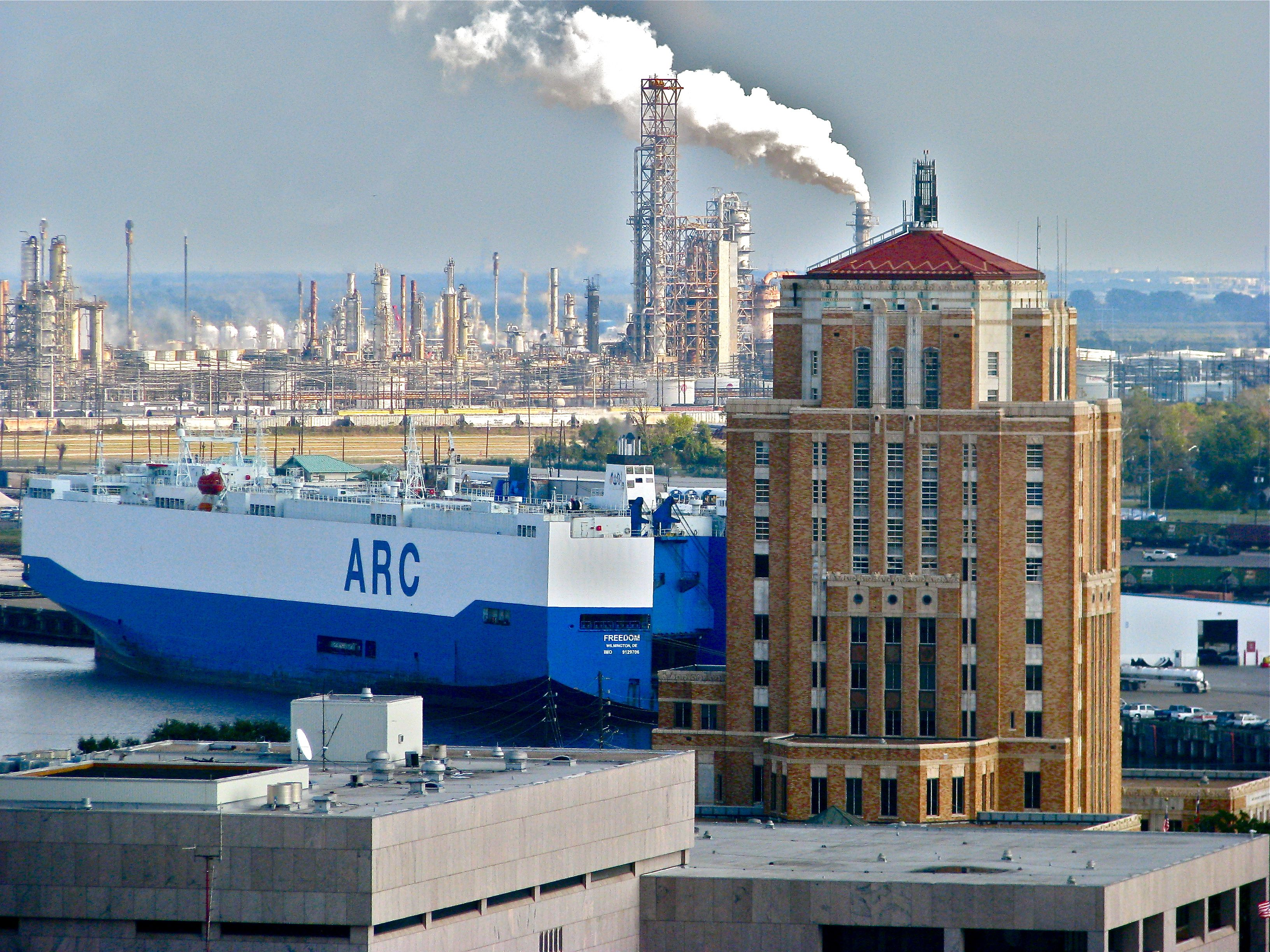
بندر پالایشگاه بومانت در شرق تگزاس
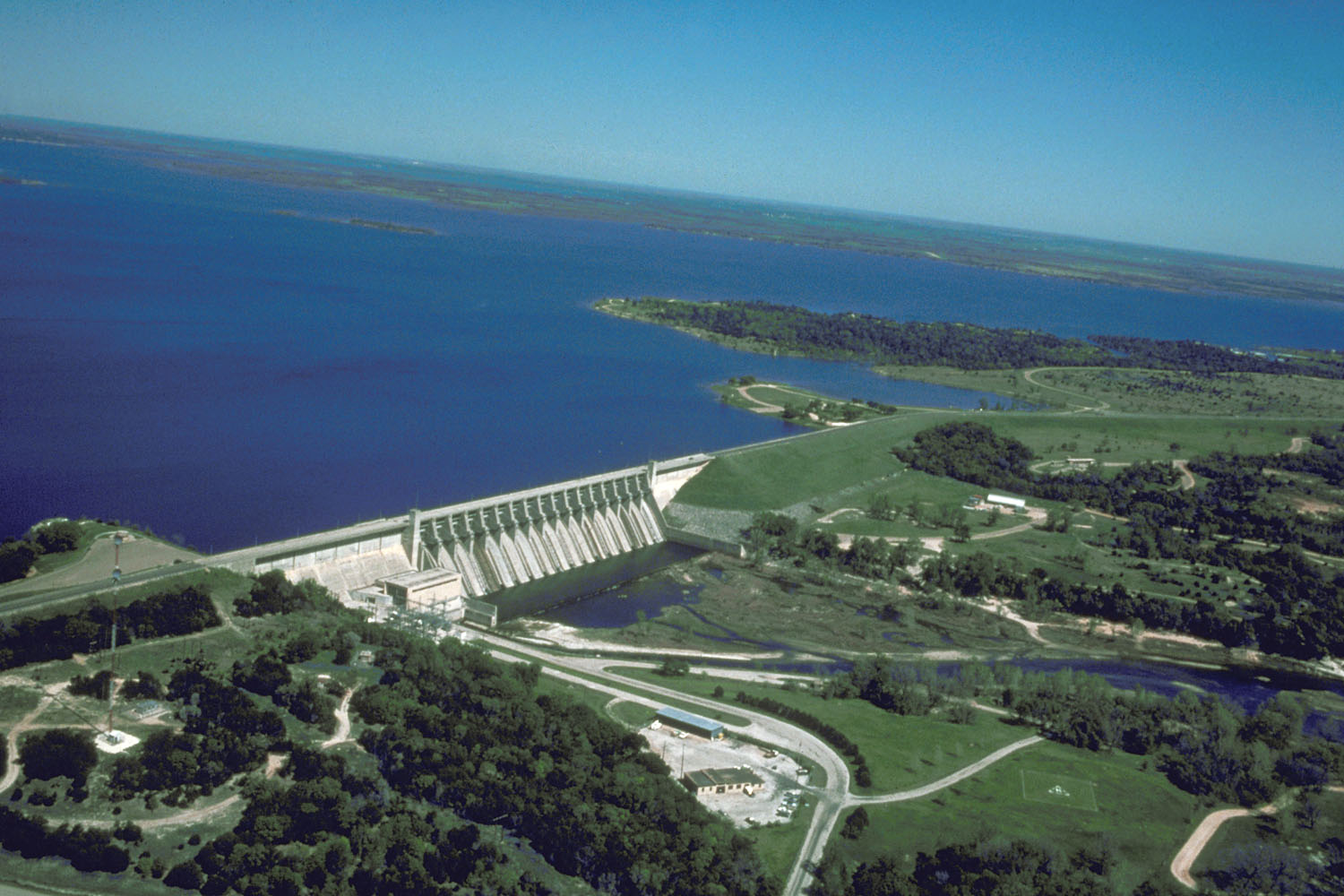
سد دریاچه ویتنی در تگزاس
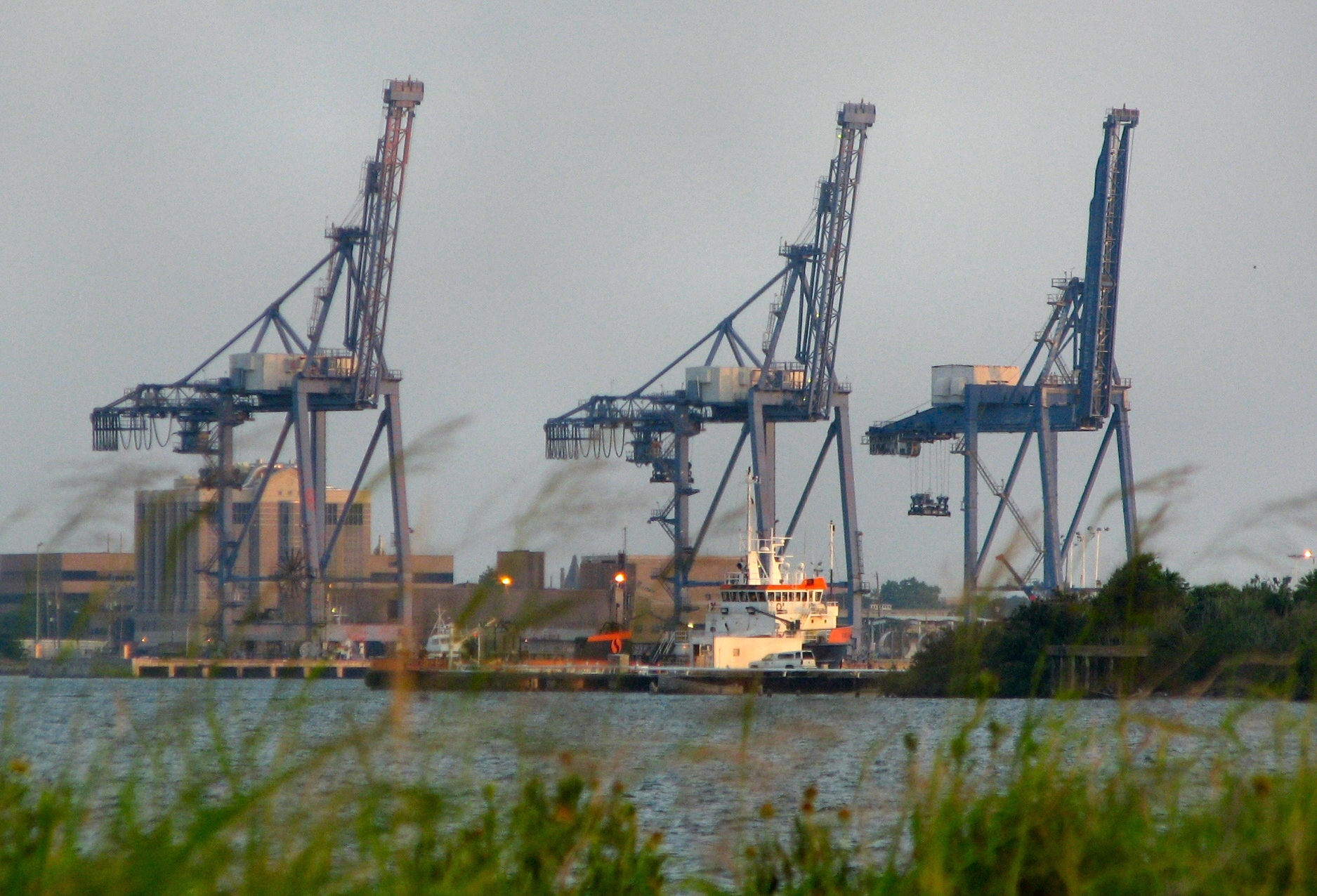
بندر هیوستون، ششمین بندر بزرگ جهان